# نيل جيليس
نيل جيليس (بالهولندية: Nele Gilis) هي لاعبة اسكواش بلجيكية ولدت في يوم 20 فبراير 1996 في بلدة مول في بلجيكا. أبرز انجازاتها هو فوزها ببطولة أوروبا للشباب في سنة 2014. تحتل حالياً التصنيف ال18 ضمن لاعبات الاسكواش في العالم. شقيقتها الصغرى تين جيليس هي أيضاً لاعبة اسكواش.